# Scariola
Scariola là một chi thực vật có hoa trong họ Cúc (Asteraceae).

## Loài
Chi Scariola gồm các loài: